# Papelucho (libro)
Papelucho es la primera de una serie de novelas cortas infantiles escritas por la escritora chilena Marcela Paz, cuyo protagonista es un niño chileno llamado Papelucho. Se trata de su diario de vida, donde relata el mundo visto desde sus ojos de niño, contando sus vivencias y anécdotas. 
Papelucho tiene 8 años de edad y posee una gran imaginación e ingenio, además de ser muy travieso.

## Orígenes
En 1934, Paz comenzó a escribir un relato en una agenda regalada por su novio (quien luego se convertiría en su esposo). Este escrito abordaba la separación marital en forma de monólogo infantil, pero la autora no quiso publicarlo porque le parecía que el estilo no coincidía bien con la exploración de un tema adulto. Catorce años más tarde, la editorial Rapa Nui convocó a un concurso literario, por lo que para presentarse decidió reescribió el libro, pero conservando la personalidad del niño protagonista. Si bien no ganó, logró obtener el segundo lugar, lo que le permitió publicar el libro.
El crítico literario Alone se refirió al libro en El Mercurio, el 1 de febrero de 1948, donde celebró el retorno a la literatura de Marcela Paz:

Con más bríos y una madurez, una gracia, una malicia que hacen recordar sus antiguos aciertos prometedores, ya cumplidos, densos, continuos, con chispería que no se interrumpe y un don de componer el conjunto y sintetizar detalles que parecen efecto de largos estudios y una hábil técnica.
Alone

## Adaptaciones
En 2013, el Centro de Desarrollo de Tecnologías de Inclusión (CEDETi), perteneciente a la Pontificia Universidad Católica de Chile, con el apoyo de SENADIS y Ediciones Marcela Paz, desarrolló una adaptación digital de este libro. Esta versión es accesible para personas con discapacidad sensorial.